# Rue Neglinnaïa

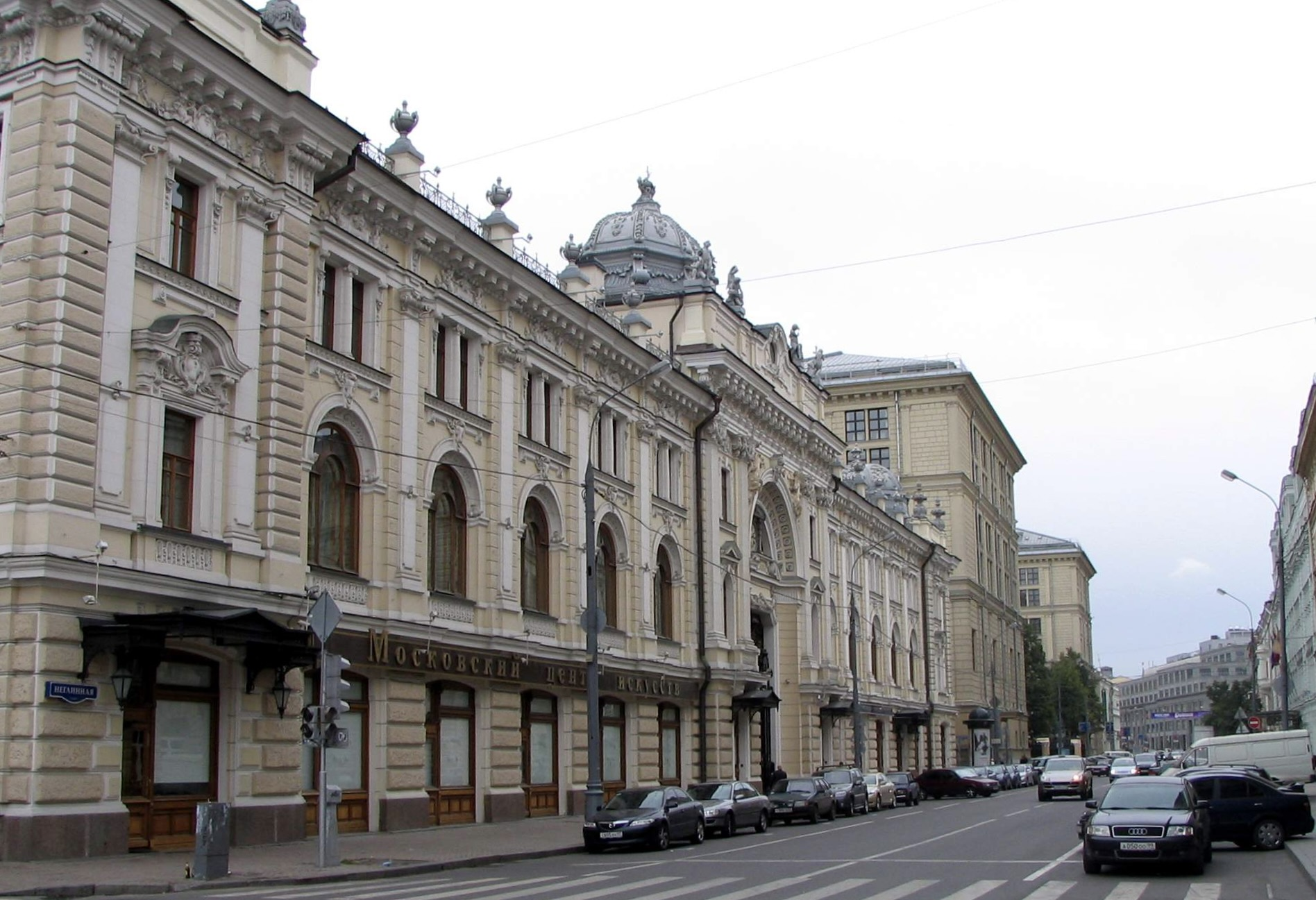
Immeuble du numéro 14. L'entrée des bains Sandouny est à l'angle.

La rue Neglinnaïa (Неглинная улица) est une rue du centre historique de Moscou.

## Situation et accès
Située non loin du théâtre Bolchoï, elle part du  passage des Théâtres, où commence la numérotation, et se termine place Troubnaïa. Sa longueur est de 870 mètres.

## Origine du nom
Son nom provient de la rivière Neglinnaïa.

## Historique

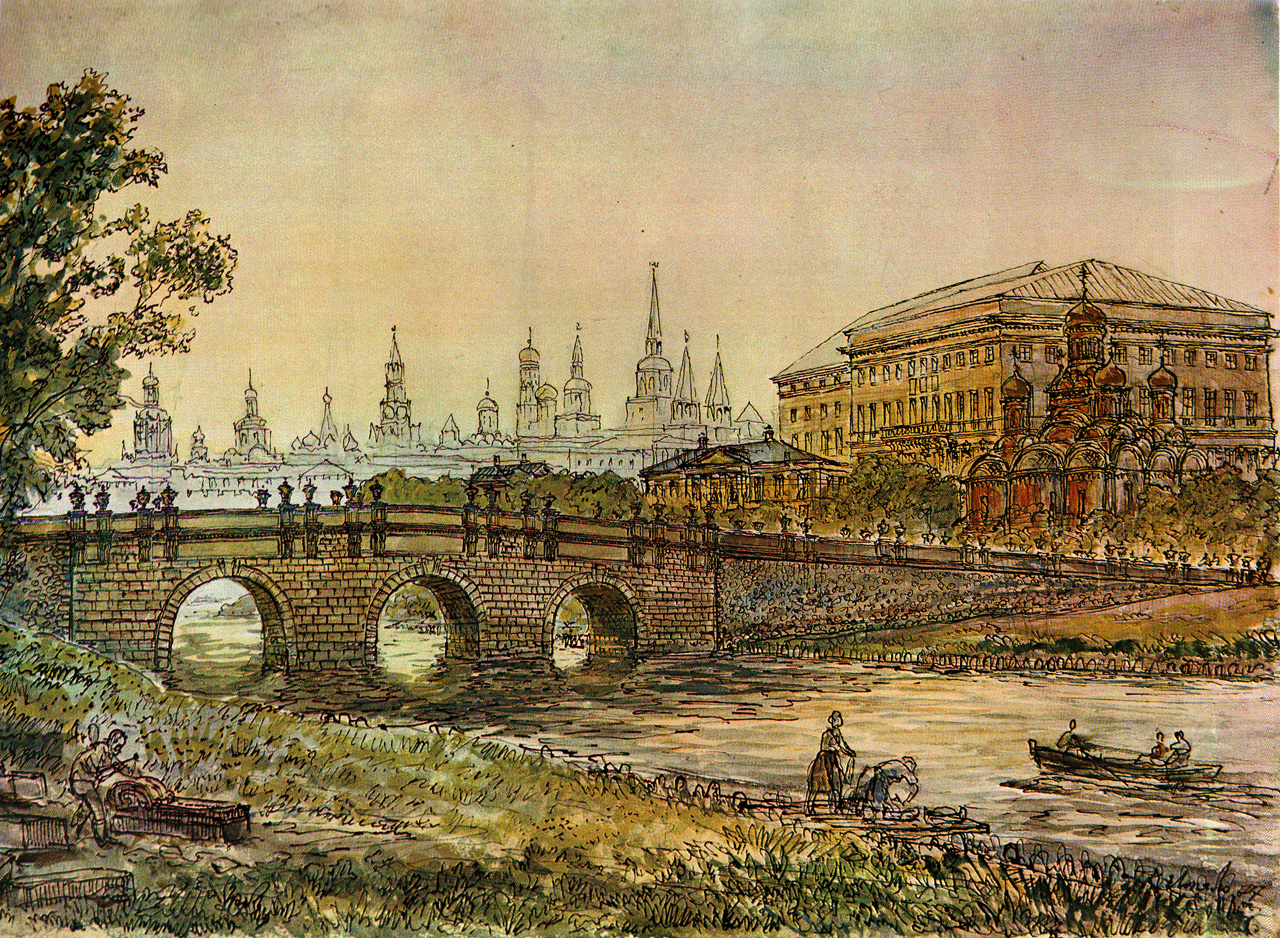
Le pont des Forgerons au XVIII

La rue est en deux parties : la première jusqu'à la voie Rachmaninov s'étend du sud au nord en suivant le contour de la rivière, puis s'élargit en allant vers le nord-est prenant ensuite l'apparence d'un boulevard. Pour des raisons sanitaires, la rivière est transformée en canal souterrain en 1818-1819, donnant ainsi naissance à la rue Neglinnaïa. Le pont des Forgerons (Kouznetski Most), qui se trouve au croisement de la rue du même nom et de la rue Neglinnaïa, est donc détruit. Le haut du cours de la rivière est construit d'immeubles spacieux. Jusqu'en 1922, la rue s'appelait passage Neglinny (Неглинный проезд). À cause d'inondations, le collecteur du canal a été reconstruit en 1974-1975, mettant ainsi fin aux débordements d'eau.

## Bâtiments remarquables et lieux de mémoire
Côté impair

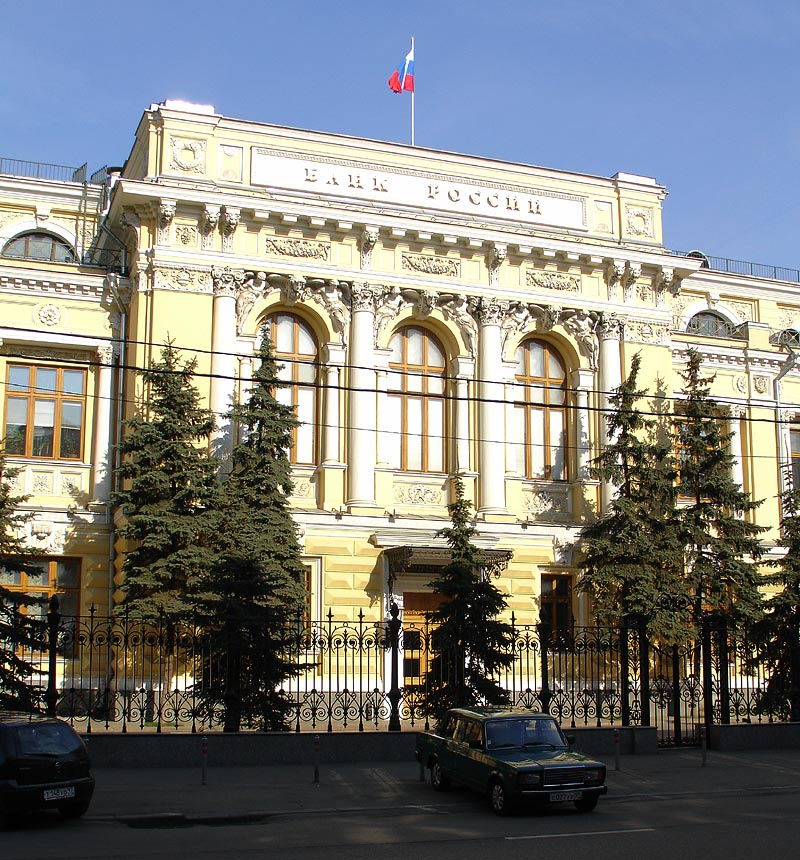
Banque centrale, numéro 12.

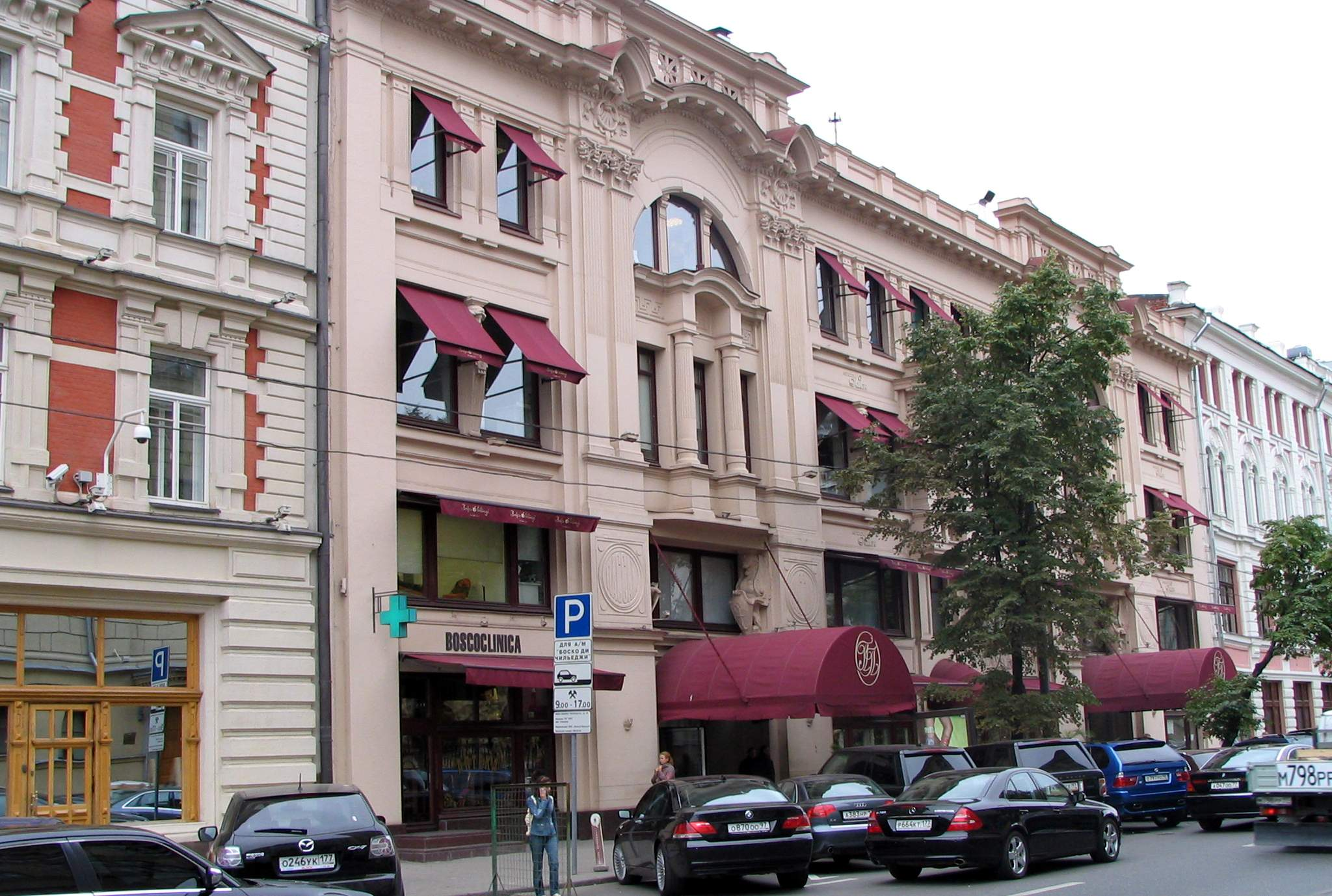
Passage Petrovski, numéro 13.

- № 3/2 — Magasin universel central, dit Tsoum, autrefois « Мuir & Mirrelees ». Construit en 1906—1908 par Robert Klein
- № 7/8/4 — Emplacement de l'ancien passage Solodovnik, détruit en 1941
- № 9/7/9 — Immeuble de rapport Vorontsov
- № 11/8 — Immeuble de rapport de la compagnie Després 1895—1898, construit par Robert Klein
- № 13 — Immeuble où se trouve la galerie commerçante la plus ancienne de Moscou, le passage Petrovski (1906, architectes Boris Freudenberg et Sergueï Kalouguine), qui donne accès à la rue Petrovka
- № 15 — Immeuble de rapport (1892, architecte Constantin Bourov)
- № 19/2, 21/1 — Immeubles de rapport « Compagnie des galeries commerçantes Petrovski de Moscou », architectes Bernhard (Boris) Freudenberg, Karl Hippius, ingénieurs К. I. Chestakov, Alexandre Cardot-Syssoïev
- № 25 — Immeuble de rapport de la Société moscovite d'assurances contre les incendies (1915), architecte Adolf Erichson
- № 27/26/2, 3 — Immeuble de rapport Lazarik (1876), architecte Mitrophane Arseniev; 1933, architecte-ingénieur В. А. Моrgulis), objet du patrimoine protégé
- № 29 — En 1967 un restaurant au décor orientaliste y est ouvert, du nom d'« Ouzbékistan ». Aujourd'hui, c'est le fameux restaurant « Le Soleil blanc du désert » (Белое солнце пустыни) d'après le film du même nom
- № 29/14 — À l'angle du boulevard Petrovski se trouve l'ancien bâtiment du luxueux hôtel-restaurant « L'Ermitage », construit en 1864 selon les plans de Dmitri Tchitchagov. Il est reconstruit au début du XXe siècle par Ivan Boni et terminé en 1911 selon les plans de l'architecte Fiodor Kolbe. Actuellement le bâtiment abrite le théâtre de l'École du théâtre contemporain et fait partie du patrimoine protégé

Côté pair
- № 2 — Immeuble de rapport et bains Khloudov (1889), architecte Simon Eibuschitz
- № 6 — Antique maison d'un étage construite en 1822, où se trouvait à partir de 1863 l'École théâtrale, et où étudièrent des acteurs et danseurs comme Maria Iermolova, Prov Sadovski, Alexandre Ostoujev, Olga Lepechinskaïa, Maïa Plissetskaïa, etc. Aujourd'hui la maison abrite l'École supérieure théâtrale Chtchepkine
- № 8/10 — Immeuble de rapport de la Société moscovite des marchands (1889), architecte Alexandre Kaminski; la façade a été transformée en 1906 par l'architecte Adolf Erichson et en 1907 par Vladimir Sherwood. Aujourd'hui on y trouve le Département de la culture de la ville de Moscou

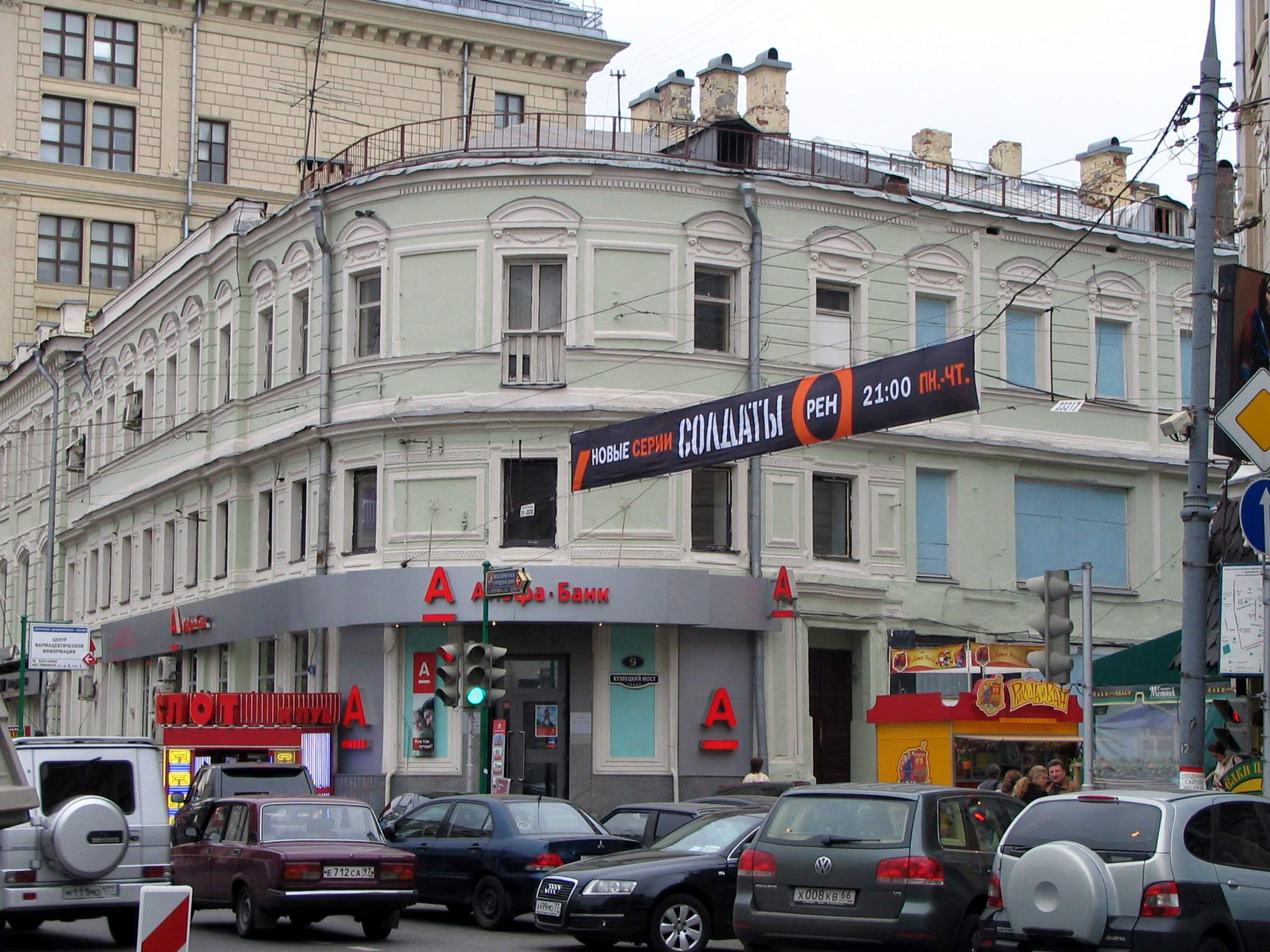
Immeuble numéro 10/9

- № 10/9 — Ancien immeuble du restaurant Yar à l'angle de la rue du Pont des Forgerons, construit au début du XIXe siècle.  Le fameux restaurant Yar y ouvrit en 1826 , avant de déménager au parc du palais Petrovski (à l'emplacement actuel de l'hôtel Sovietskaïa). Il a été agrandi et réaménagé à la fin du XIXe siècle par Alexandre Kaminski
- № 12 — Banque centrale de la fédération de Russie. Le bâtiment date de 1894 selon les plans de Constantin Bykovski et de Bogdan Hilius; l'aile de côté a été construite dans les années 1920 par Ivan Joltovski
- № 14 — Bains Sandouny (ou Sandounovski). Le bâtiment à la façade néobaroque a été construit en 1895-1896 par Boris Freudenberg et Sergueï Kalouguine, avec la collaboration de Vladimir Tchaguine. Une partie de l'immeuble comprenait des appartements dont l'un a été loué quelque temps par Anton Tchekhov. La cour intérieure est en style mauresque. Les fameux bains Sandouny ont été fondés en 1808 par l'acteur S. N. Sandounov et ils existent toujours (depuis plus de deux siècles). C'est l'établissement de bains (banya en russe) le plus luxueux et le plus célèbre de Moscou et de Russie, où se rencontrent nombre d'hommes d'affaires
- № 18 — Immeuble de la compagnie de l'hôtel Ermitage-Olivier, construit par Nikolaï Iakounine selon les plans de Dmitri Tchitchagov en 1888
- № 18/1 — Immeuble de rapport des marchands Arkhangelski (1834; 1876, architecte Mikhaïl Bykovski; 1889, Olgerd Piotrowski; années 1990)

## Source
- (ru) Cet article est partiellement ou en totalité issu de l’article de Wikipédia en russe intitulé « Неглинная улица » (voir la liste des auteurs).